# Visconde de Faria Pinho
Visconde de Faria Pinho é um título nobiliárquico criado por D. Luís I de Portugal, por Decreto de 8 de Agosto de 1889, em favor de Joana Benedita de Faria Pinho e Vasconcelos Soares de Albergaria.
Titulares
1. Joana Benedita de Faria Pinho e Vasconcelos Soares de Albergaria, 1.ª Viscondessa de Faria Pinho.